# La Baule-Escoublac
La Baule-Escoublac este un oraș în Franța, în departamentul Loire-Atlantique din regiunea Pays de la Loire. La Baule este o stațiune turistică importantă la  Oceanul Atlantic ce se mândrește cu una dintre cele mai frumoase plaje din Europa.
1. ↑  répertoire géographique des communes, accesat în 26 octombrie 2015
2. ↑  dataset of postal codes in France, 1 octombrie 2018